# 磨坊山東站
磨坊山東站（英語：Mill Hill East tube station）是倫敦地鐵的一個車站，位於北倫敦巴尼特區的磨坊山。磨坊山東站是北線磨坊山支線中芬奇利中央站分出的一條支線的車站，也是該支線唯一的車站。磨坊山東站開通於1867年。

## 外部連結
- Station information from Transport for London
- London Transport Museum Photographic Archive Mill Hill station in 1944.